# چاومانت (نیویورک)
چاومانت (به انگلیسی: Chaumont) یک روستا در ایالات متحده آمریکا است که در شهرستان جفرسون، نیویورک واقع شده‌است. چاومانت ۲٫۸ کیلومتر مربع مساحت و ۶۲۴ نفر جمعیت دارد و ۸۸ متر بالاتر از سطح دریا واقع شده‌است.